# Kapliczki, krzyże i figurki w Leszczynie
Kapliczki, krzyże i figurki w miejscowości Leszczyna w województwie małopolskim, w powiecie bocheńskim, w gminie Trzciana.
Kapliczki, krzyże i figurki (zwane też świątkami) są częstym elementem krajobrazu w Polsce. Stawiano je przy drogach, często na skrzyżowaniach dróg, w miejscach objawień religijnych lub ważnych dla społeczności lokalnej wydarzeń, w miejscach po zniszczonych świątyniach, także by uczcić jakieś ważne wydarzenie, czy potwierdzić swoje religijne zaangażowanie. W Leszczynie jest ich 6.
1. Kapliczka murowana Matki Bożej z dzieciątkiem – na skrzyżowaniu z drogą do Trzciany (zobacz na mapie Gogle)
2. Kapliczka murowana z krzyżem – przy drodze z Leszczyny do Królówki (zobacz na mapie Gogle)
3. Kamienny krzyż z rzeźbami – przy drodze do Królówki (zobacz na mapie Gogle)
4. Kamienny krzyż z rzeźbami – przy głównej drodze 966 przez Leszczynę (zobacz na mapie Gogle)
5. Kapliczka słupkowa z płaskorzeźbami – przy głównej drodze 966 przez Leszczynę (zobacz na mapie Gogle)
6. Kamienna figurka z płaskorzeźbami – przy drodze łączącej drogę 966 z drogą do Królówki.

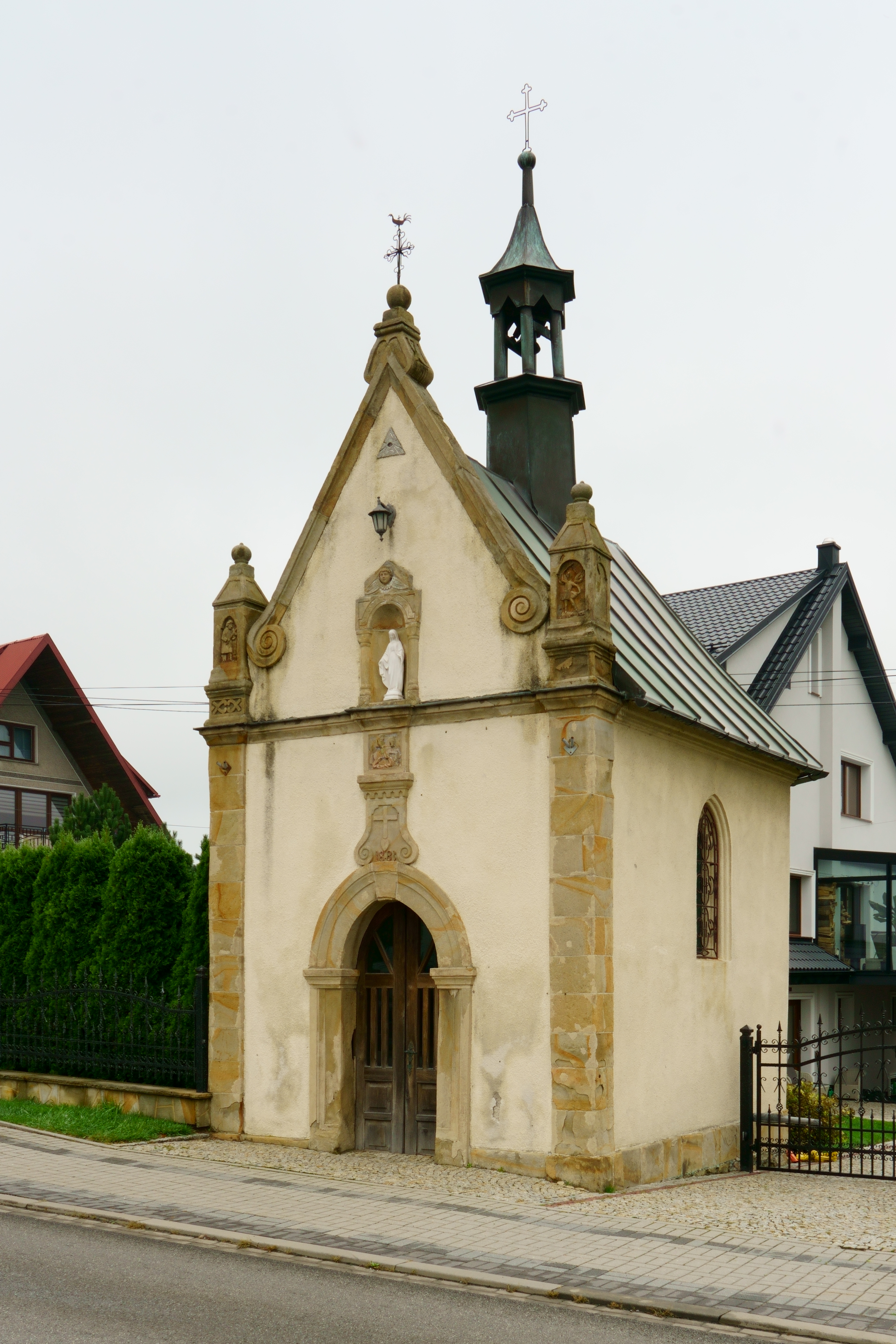
1
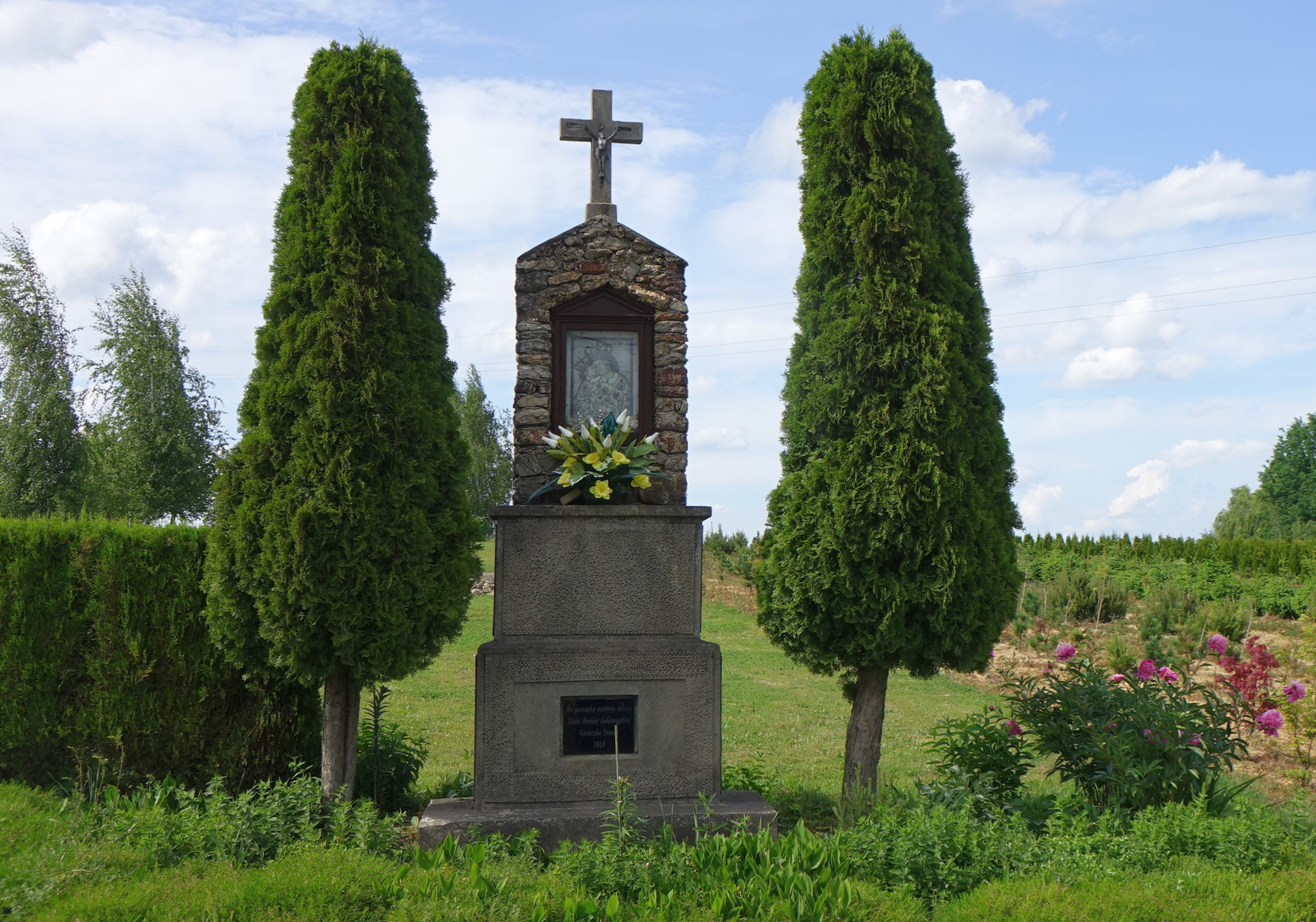
2
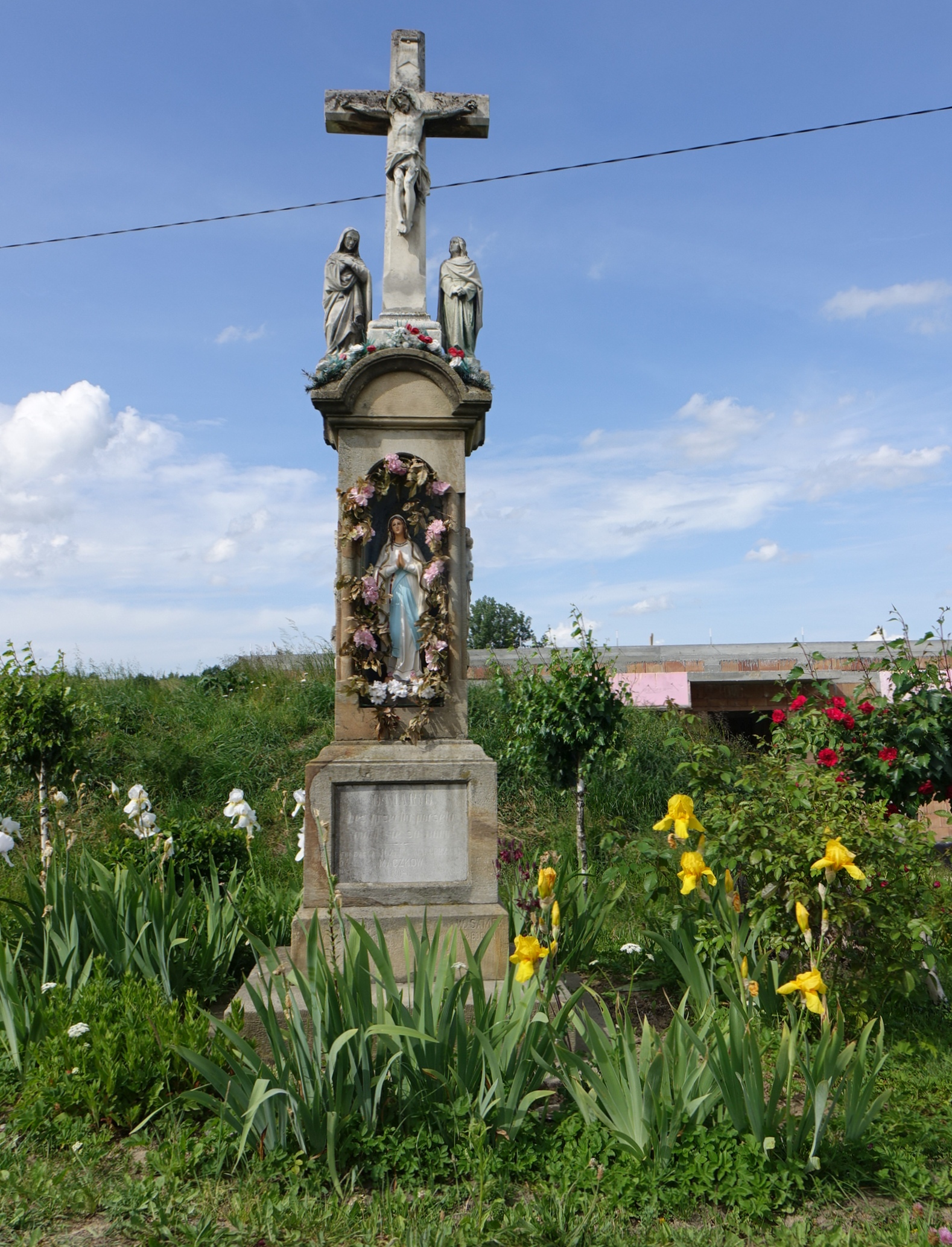
3
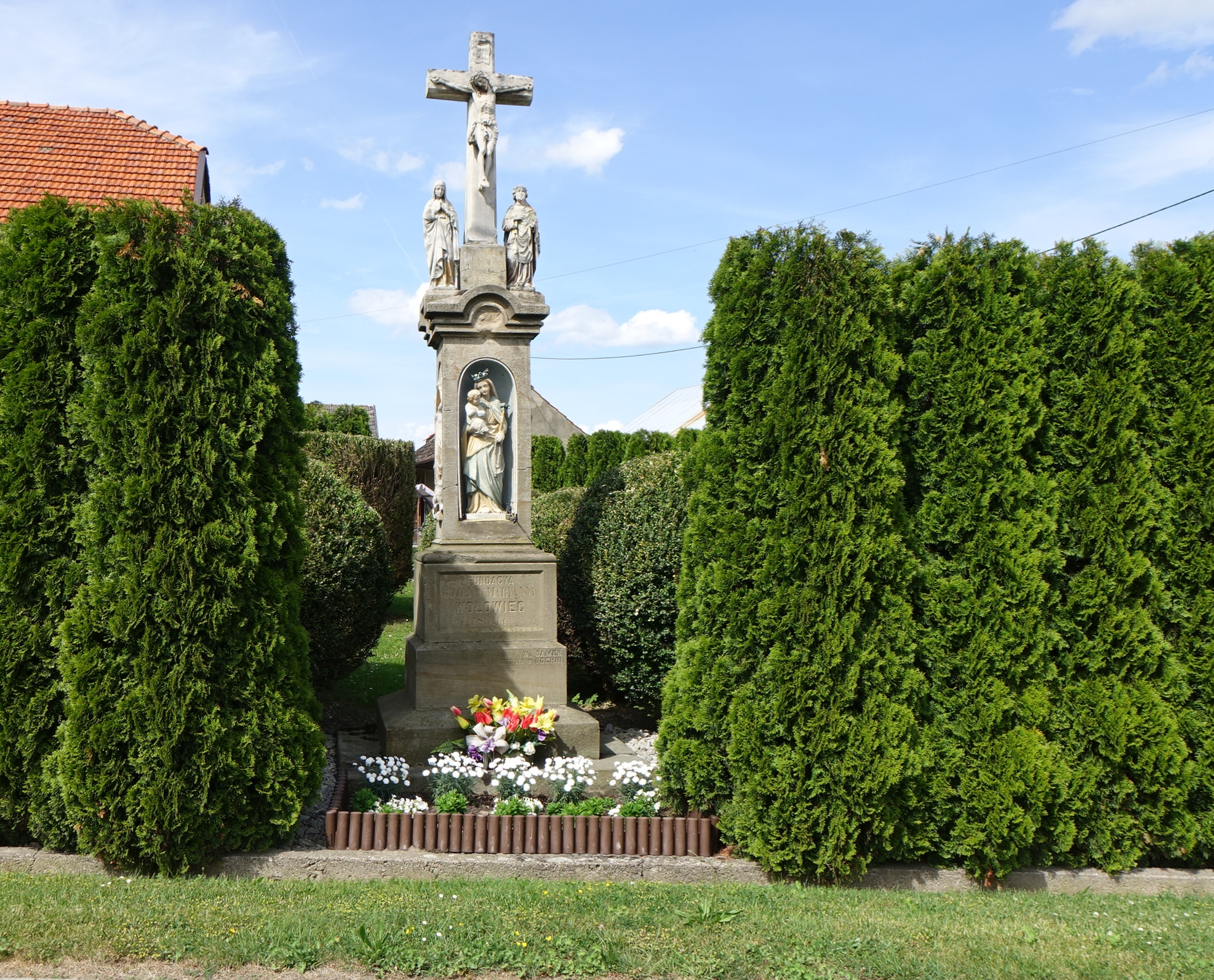
4
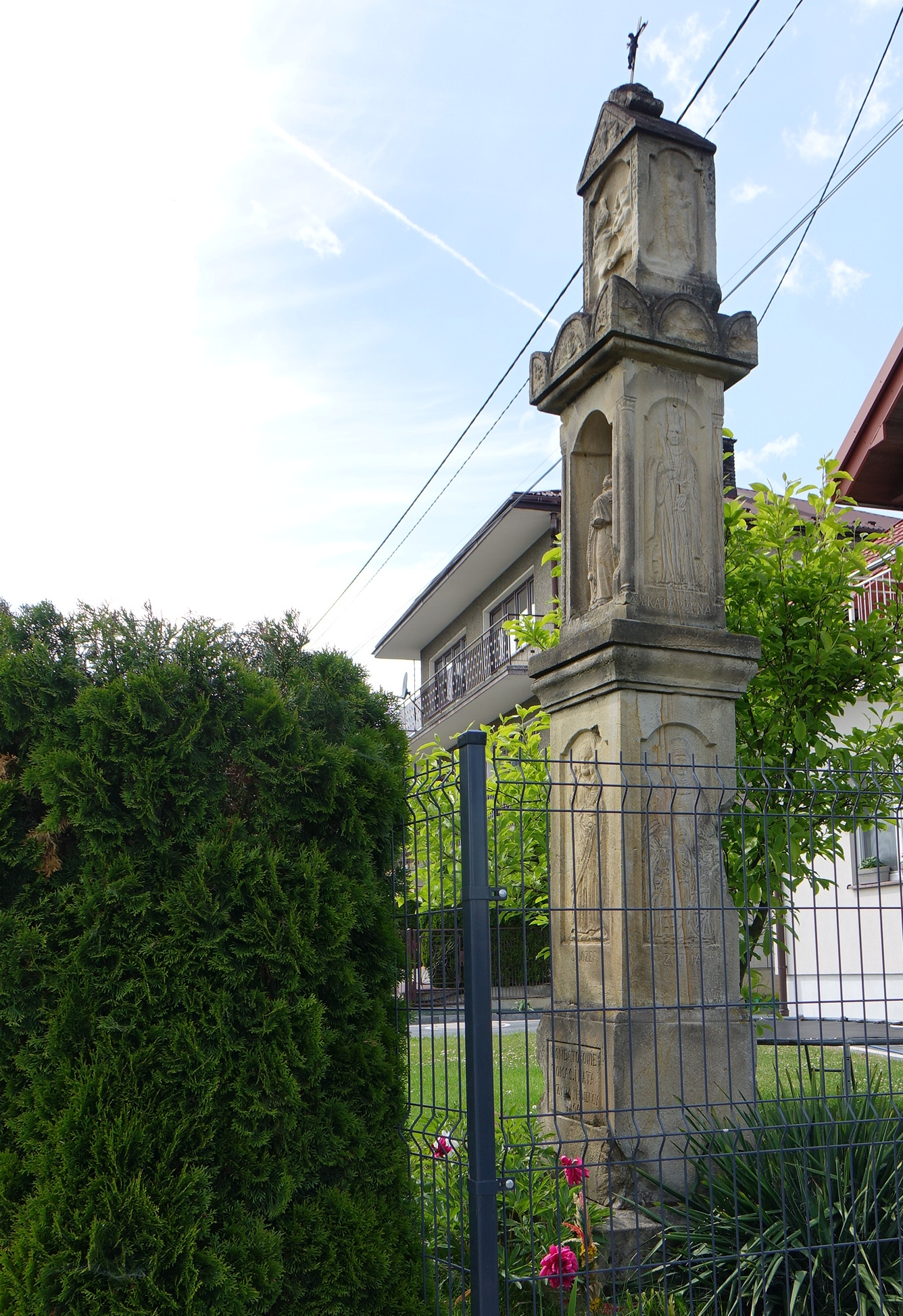
5
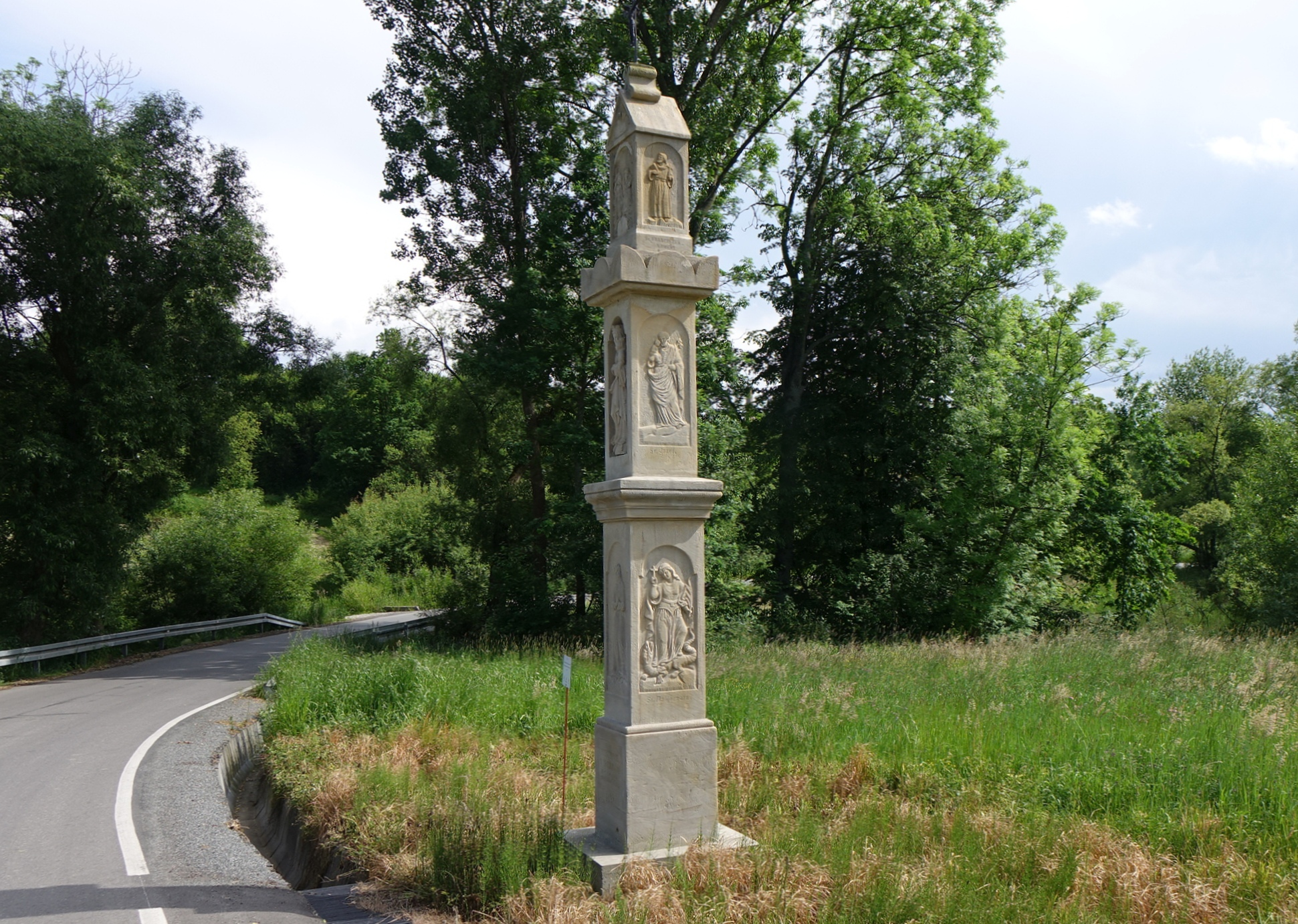
6